# Beinlängendifferenz
Als Beinlängendifferenz wird in der Medizin der mögliche Längenunterschied der Beine, also der unteren Extremität von Hüfte bis Fuß bezeichnet. Kleinere Unterschiede sind nicht behandlungsbedürftig, da die meisten Menschen geringe asymptomatische Beinlängendifferenzen aufzeigen. Erst ab einer Differenz von 6–7 mm sollte eine Therapie erwogen werden. Beinlängendifferenzen bei Kindern müssen beobachtet und unter Umständen behandelt werden. Oft verschwinden diese aber im Laufe des weiteren Wachstums.
Grundsätzlich kann zwischen einer anatomischen und einer funktionellen Beinlängendifferenz unterschieden werden.

## Anatomische Beinlängendifferenz
Echte Beinlängendifferenz infolge seitendifferenter Länge von Oberschenkel und/oder Unterschenkel:
Mögliche Ursachen:
- angeboren:
  - angeborene Hüftluxation
  - Coxa vara
  - Dysplasie epiphysealis hemimelica Morbus Trevor
  - Klumpfuß
  - Morbus Ollier
  - Multiple kartilaginäre Exostosen Erkrankung
  - partieller Riesenwuchs bei Klippel-Trénaunay-Weber-Syndrom, Proteus-Syndrom oder anderen Formen einer Hemihypertrophie
  - periphere longitudinale Hypoplasie
  - Proximaler Femurdefekt
- infektionsbedingt
  - Osteomyelitis
  - septische Koxitis
- lähmungsbedingt
  - Infantile Zerebralparese (seltener anatomisch, häufiger Kontrakturen)
  - Poliomyelitis (Lähmungen während Wachstums)
- traumatisch
  - Frakturfolge nach Knochenbrüchen
  - Verletzungen der Epiphysenfuge
- Tumorbedingt
  - solitäre Exostose
  - Fibröse Dysplasie
  - Hämangiom, Lymphangiom, Mischtumoren
  - Ostitis fibrosa cystica generalisata
  - Neurofibromatose M. Recklinghausen
  - Riesenzelltumoren
- sonstige
  - Beinfehlstellung (X-Bein, O-Bein)
  - Femurkopfnekrose
  - Morbus Perthes
  - nach Jugendlicher Hüftkopflösung

## Funktionelle Beinlängendifferenz
Ohne anatomische Längendifferenz aufgrund von:
- Kontrakturen in der Hüfte (vermehrte Beugung, Adduktion oder Abduktion).
- Kontrakturen im  Knie.
- Spitzfuß.

## Diagnostik
Die Untersuchung mit der Frage einer Beinlängendifferenz erfolgt im Rahmen der körperlichen Untersuchung routinemäßig mittels Beurteilung des Beckenkammes. Da dabei Asymmetrien des Beckenskelettes mit eine Rolle spielen können, kann auch klinisch eine direkte Längenbestimmung zwischen Spina iliaca anterior inferior über den Kniegelenksspalt bis zum Außenknöchel erfolgen.
Zur klinischen Abgrenzung, ob eine Beinlängendifferenz den Ober- oder den Unterschenkel betrifft, werden beide Beine im Knie um etwa 120° angewinkelt, so dass die Schienbeine nahezu vertikal stehen. In der Seitansicht erkennt man dann eine Überlänge des Oberschenkels bzw. in der Vorderansicht eine Überlänge des Schienbeins. Allerdings finden sich besonders bei idiopathischen Beinlängendifferenzen oft Differenzen sowohl des Unter- als auch des Oberschenkels.
Radiologisch kann eine exakte Längenbestimmung auf Ganzbein-Standaufnahmen mit integriertem oder angelegtem Maßstab vorgenommen werden.

## Gesundheitliche Folgen
Da die Beine die Basis unserer Statik darstellen, kann eine große Beinlängendifferenz Veränderungen in der Körperhaltung beziehungsweise in der Wirbelsäule hervorrufen, aber auch einen sekundären Spitzfuß nach sich ziehen.
Durch den Beckenschiefstand kommt es zu einer mehr oder weniger schwerwiegenden Skoliose, das heißt Seitwärtskrümmung der Wirbelsäule.
Der menschliche Körper hat zwar Kompensationsmöglichkeiten, dennoch sind bei zu großen Beinlängendifferenzen meist schmerzhafte Veränderungen die Folge.
Die Kompensation kann auf zwei Arten erfolgen:
- Tip-Toeing: Durch Gehen auf den Zehenspitzen des kürzen Beines wird der Einfluss verringert. Einige Frauen praktizieren sogar mit Pumps diese Gangart.
- Schuherhöhungen

## Therapie
Längenunterschiede und Therapiemethoden:
- < drei Zentimeter mittels orthopädischer Schuhzurichtung (Absatzerhöhung mit Sohlenausgleich und Schuheinlagen)
- 3–12 Zentimeter mittels orthopädischer Maßschuhe bzw. Maßschuhe mit Innenschuhen oder Fußbettungsorthesen
- >   12 Zentimeter mittels Etagenschuhen oder orthopädietechnischer Beinorthesen oder in Extremfällen und bei entsprechender ärztlicher Indikation auch operativ.[2]

Ältere Patienten weisen oft arthrotische Hüftgelenke auf, so dass im Zuge der arthrotischen Gelenkveränderungen die Patienten zuerst eine funktionelle Beinlängendifferenz (durch Ausweichen des Schmerzes) und nach einer Hüft-TEP-OP (TEP=Totalendoprothese=Hüftkopfersatz) oft eine anatomische Beinlängendifferenz zeigen, bei der ein Ausgleich über orthopädische Schuhsohlen möglich ist.